# Jeon Se-jin
Đây là một tên người Triều Tiên, họ là Jeon.
Jeon Se-jin (sinh ngày 9 tháng 9 năm 1999) là một tiền đạo bóng đá Hàn Quốc thi đấu cho Suwon Samsung Bluewings.

## Sự nghiệp câu lạc bộ
Ngày 30 tháng 1 năm 2018, Jeon ra mắt chuyên nghiệp ở Giải vô địch bóng đá các câu lạc bộ châu Á 2018 trước Câu lạc bộ bóng đá FLC Thanh Hóa.